# Kaldar (huyện)
Kaldar là một huyện thuộc tỉnh Balkh, Afghanistan. Dân số thời điểm năm 1999 là 15,646 người.